# Испанский гитарист
«Испанский гитарист» (фр. Le Chanteur espagnol, англ. The Spanish Singer) — картина, написанная  в 1860 году французским художником Эдуаром Мане (Édouard Manet, 1832—1883). Принадлежит музею Метрополитен в Нью-Йорке. Размер картины — 147,3 × 114,3 см. В литературе также употребляется название «Гитарреро» (фр. Le guitarrero, исп. El guitarrero).

## История
«Испанский гитарист» и портрет родителей («Огюст и Эжени Мане, родители художника», 1860) были первыми картинами Мане, принятыми жюри Парижского салона. Обе картины были выставлены на Парижском салоне 1861 года, и «Испанский гитарист» получил похвальный отзыв (фр. mention honorable).
В январе 1872 года картина была куплена известным маршаном Полем Дюран-Рюэлем (Paul Durand-Ruel) за 3000 франков. В январе 1873 года она была продана за 7000 франков Жану-Батисту Фору (Jean-Baptiste Faure), французскому оперному певцу и коллекционеру картин. В 1906 году картина была опять куплена Полем Дюран-Рюэлем, на этот раз за 20 000 франков, а в мае 1907 года она была продана Уильяму Чёрчу Осборну (William Church Osborn, 1862—1951) из Нью-Йорка за 150 000 франков. В 1949 году Осборн передал картину в дар музею Метрополитен.

## Описание
В качестве натурщика для картины Мане пригласил испанца. Испанский гитарист изображён сидящим на простой деревянной скамье — он играет на гитаре и поёт. Картина написана в стиле ранних произведений Веласкеса — его сцен из народной жизни. Мане работал над картиной в своей студии. Он написал её очень быстро и сразу не заметил, что изобразил гитариста левшой, но потом не стал ничего менять.

## Отзывы и критика
Французский поэт и критик Теофиль Готье так отзывался об этой картине:
Вот «Гитарреро» — такого не увидишь в Опера-Комик, таким не украсишь виньеточку на обложке сборника романсов; зато Веласкес дружески ему подмигнул бы, а Гойя попросил бы огонька, чтобы раскурить свою "papelito". Как он бренчит на гитаре, как распевает во всё горло! Кажется, что мы и вправду слышим всё это. На этом славном испанце — "sombrero calañés", марсельская куртка и панталоны. Но увы! Короткие штаны Фигаро носят только тореадоры и бандерильеры. Но эту уступку цивилизованной моде искупают альпаргаты. В этой фигуре, взятой в натуральную величину, написанной свободной кистью, сочной по фактуре и переданной в бесконечно правдивом колорите, чувствуется бездна таланта.